# Hrad Vallis
La Hrad Vallis è una struttura geologica della superficie di Marte.